# Attack on Titan (film, 2022)
Pour les articles homonymes, voir Attack on Titan.
Pour plus de détails, voir Fiche technique et Distribution.
Attack on Titan est un film de science-fiction américain réalisé par Noah Luke, avec Michael Paré, Erin Coker et Neli Sabour, sorti en 2022. Le film est produit par The Asylum.

## Synopsis
Alors que l’eau potable s’épuise sur Terre, une mission spatiale est envoyée sur Titan, la lune de Saturne, pour exploiter ses réserves d'eau. Mais alors que les humains s'emparent de la précieuse ressource, ils sont attaqués par les indigènes de Titan, qui ne croient pas que les Terriens sont venus en paix et ne les laisseront pas repartir vivants.

## Distribution
- Michael Paré : Citizen Prime Ortiz
- Erin Coker : Allison Quince
- Neli Sabour : Heidi Quince
- Jack Pearson : Max Reece
- Jenny Tran : Kim Costa
- Natalie Storrs : Saoirse Parker
- Justin Tanks : Mark Morales
- Scott Williams : Afreetijima
- Karan Sagoo : Adrian Naidu
- Anthony Jensen : Jowers[2]
- Paul Bianchi : Ordinateur (voix)[3]

## Production
Le film est sorti le 30 septembre 2022 aux États-Unis, son pays d’origine.